# أستيفا رابات
أستيفا رابات (بالإسبانية: Esteve Rabat)‏ مواليد 25 مايو 1989 في برشلونة، هو متسابق دراجات نارية إسباني. نافس في سباقات بطولة العالم لفئة 125 سي سي.

## سباقات فاز بها
- جائزة إسبانيا الكبرى للدراجات النارية 2013

## روابط خارجية
- أستيفا رابات على موقع MotoGP.com (الإنجليزية)
- أستيفا رابات على موقع WorldSBK.com (الإنجليزية)
- أستيفا رابات على موقع AS.com (الإسبانية)